# Sly Stone
Sylvester Stewart (15 de marzo de 1943 - 9 de junio de 2025), más conocido por su nombre artístico Sly Stone, fue un músico, compositor y productor discográfico estadounidense. Fue el líder de Sly and the Family Stone y desempeñó un papel fundamental en el desarrollo del soul y el funk psicodélicos con su pionera fusión de soul, rock, psicodelia y gospel en los años 1960 y 1970. AllMusic afirmó que «James Brown puede haber inventado el funk, pero Sly Stone lo perfeccionó» y le atribuyó la «creación de una serie de discos eufóricos pero con una fuerte carga política que resultaron ser una enorme influencia en artistas de todos los orígenes musicales y culturales». ¡Papá cangrejo! Se le ha atribuido la fundación del movimiento del "alma progresista".
Nacido en Denton, Texas, y criado en la ciudad de Vallejo, en el área de la Bahía, en el norte de California, Stone dominó varios instrumentos a temprana edad e interpretó música gospel cuando era niño con sus hermanos (y futuros compañeros de banda) Freddie y Rose. A mediados de la década de 1960, trabajó como productor discográfico para Autumn Records y como disc jockey para la estación de radio de San Francisco KDIA. En 1966, Stone y su hermano Freddie unieron sus bandas para formar Sly and the Family Stone, un grupo racialmente integrado y de género mixto. El grupo obtendría éxitos incluidos "Dance to the Music" (1968), "Everyday People" (1968), "Thank You (Falettinme Be Mice Elf Agin)" (1969), "I Want to Take You Higher" (1969), "Family Affair" (1971) y "If You Want Me to Stay" (1973) y álbumes aclamados incluyendo Stand! (1969), Hay un motín en marcha (1971) y <i id="mwQw">Fresh</i> (1973).
A mediados de la década de 1970, el consumo de drogas y el comportamiento errático de Stone acabaron con el grupo, dejándolo obligado a grabar varios álbumes en solitario sin éxito. Realizó giras y colaboró con artistas como Parliament-Funkadelic, Bobby Womack y Jesse Johnson. En 1993, fue incluido en el Salón de la Fama del Rock and Roll como miembro del grupo. Participó en un tributo a Sly and the Family Stone en los Premios Grammy de 2006, su primera actuación en vivo desde 1987.
Stone lanzó su autobiografía, Thank You (Falettinme Be Mice Elf Agin), en el año 2023. Falleció en 2025 a la edad de 82 años.

## Biografía

### Primeros años de vida
Sylvester Stewart nació en Denton, Texas, el 15 de marzo de 1943, antes de que la familia se mudara a Vallejo, California, en la Bahía Norte del Área de la Bahía de San Francisco. Fue el segundo de cinco hijos de KC y Alpha Stewart, una pareja profundamente religiosa. Como parte de las doctrinas de la Iglesia de Dios en Cristo (COGIC), a la que pertenecía la familia Stewart, los padres fomentaban la expresión musical en su hogar de clase media. Sylvester y su hermano Freddie, junto con sus hermanas Rose y Loretta, formaron "The Stewart Four" cuando eran niños, interpretando música gospel en la iglesia. Grabaron y lanzaron localmente un sencillo de 78 rpm, "On the Battlefield" b/w "Walking in Jesus' Name", en agosto de 1956. Sólo su hermana mayor, Loretta, no siguió una carrera musical; las demás, incluida la hermana menor Vaetta o "Vet", adoptarían más tarde el apellido "Stone" y seguirían intereses musicales.[cita requerida]
Sylvester fue reconocido como un prodigio en el ámbito musical. A la edad de siete años ya dominaba los teclados y a los once años también tenía un dominio sobresaliente de la guitarra, el bajo y la batería.  Mientras todavía estaba en la escuela secundaria, Sylvester se decidió principalmente por la guitarra y se unió a varias bandas de la escuela secundaria. Uno de ellos fueron los Viscaynes, un grupo de doo-wop en el que Sylvester y su amigo Frank Arellano —que era filipino— eran los únicos miembros no blancos. La integración del grupo permitió que los Viscaynes fueran considerados "modernos" por su audiencia, lo que más tarde inspiraría la concepción de la multicultural Family Stone de Sylvester. Los Viscaynes publicaron varios sencillos locales, entre ellos "Yellow Moon" y "Stop What Youre Doing"; durante ese mismo tiempo, Sylvester también grabó algunos sencillos en solitario bajo el seudónimo de Danny Stewart. Junto a su hermano, Fred, formó varios grupos efímeros, como los Stewart Bros. Después de la secundaria, Stone estudió música en el campus Vallejo de Solano Community College.
El apodo Sly era común para Sylvester durante sus años en la escuela primaria. Al principio, un compañero de clase escribió mal su nombre "Slyvester", y el apodo lo siguió desde entonces.
A mediados de la década de 1960, Stone trabajó como disc jockey para la estación de radio soul KSOL de San Francisco, California, donde incluyó a artistas blancos como The Beatles y The Rolling Stones en sus listas de reproducción. Durante el mismo período, trabajó como productor discográfico para Autumn Records, produciendo para bandas predominantemente blancas del área de San Francisco, como The Beau Brummels, The Mojo Men, Bobby Freeman y la primera banda de Grace Slick, The Great Society.
Stone influyó en la orientación de KSOL-AM hacia la música soul y comenzó a llamar a la estación K-SOUL. La segunda estación en la que trabajó como DJ fue una popular estación de música soul (sin el apodo K-SOUL), en 107.7 FM (ahora conocida como KSAN). La KSOL actual tiene un formato diferente y no está relacionada con las dos estaciones anteriores. Mientras aún ofrecía "música para tu mente, cuerpo y alma" en KSOL, Sly Stone tocó el teclado para docenas de artistas importantes, entre ellos Dionne Warwick, Righteous Brothers, Ronettes, Bobby Freeman, George & Teddy, Freddy Cannon, Marvin Gaye, Dick & Dee Dee, Jan & Dean, Gene Chandler y muchos más, incluido al menos uno de los tres conciertos Twist Party del entonces líder de las listas Chubby Checker celebrados en el Cow Palace en San Francisco en 1962 y 1963. Los conciertos fueron organizados por "Big Daddy" Tom Donohue y Bobby Mitchell de la entonces infame estación de radio KYA 1260 AM y en gran parte coreografiados por Jerry Marcellino y Mel Larson, quienes luego produjeron a muchos artistas de Motown, incluidos Michael Jackson, Diana Ross y algunos de los otros artistas más destacados de la época.[cita requerida]
En 1966, Sly se presentaba con su grupo Sly and the Stoners, que contaba con la participación de Cynthia Robinson en la trompeta. Su hermano Freddie estaba colaborando con su banda llamada Freddie and the Stone Souls, junto a Greg Errico y Jerry Martini. Una noche, ambos se encontraban en una cocina tomando la decisión de unir las bandas y sumar a Larry Graham, quien había estudiado música y había trabajado en varios grupos. Esta banda multirracial, que se presentó en el Área de la Bahía en 1967, dejó una fuerte impresión. Posteriormente, en 1968, Rose Stone se unió a la banda.[cita requerida]

### El éxito de Sly y la familia Stone

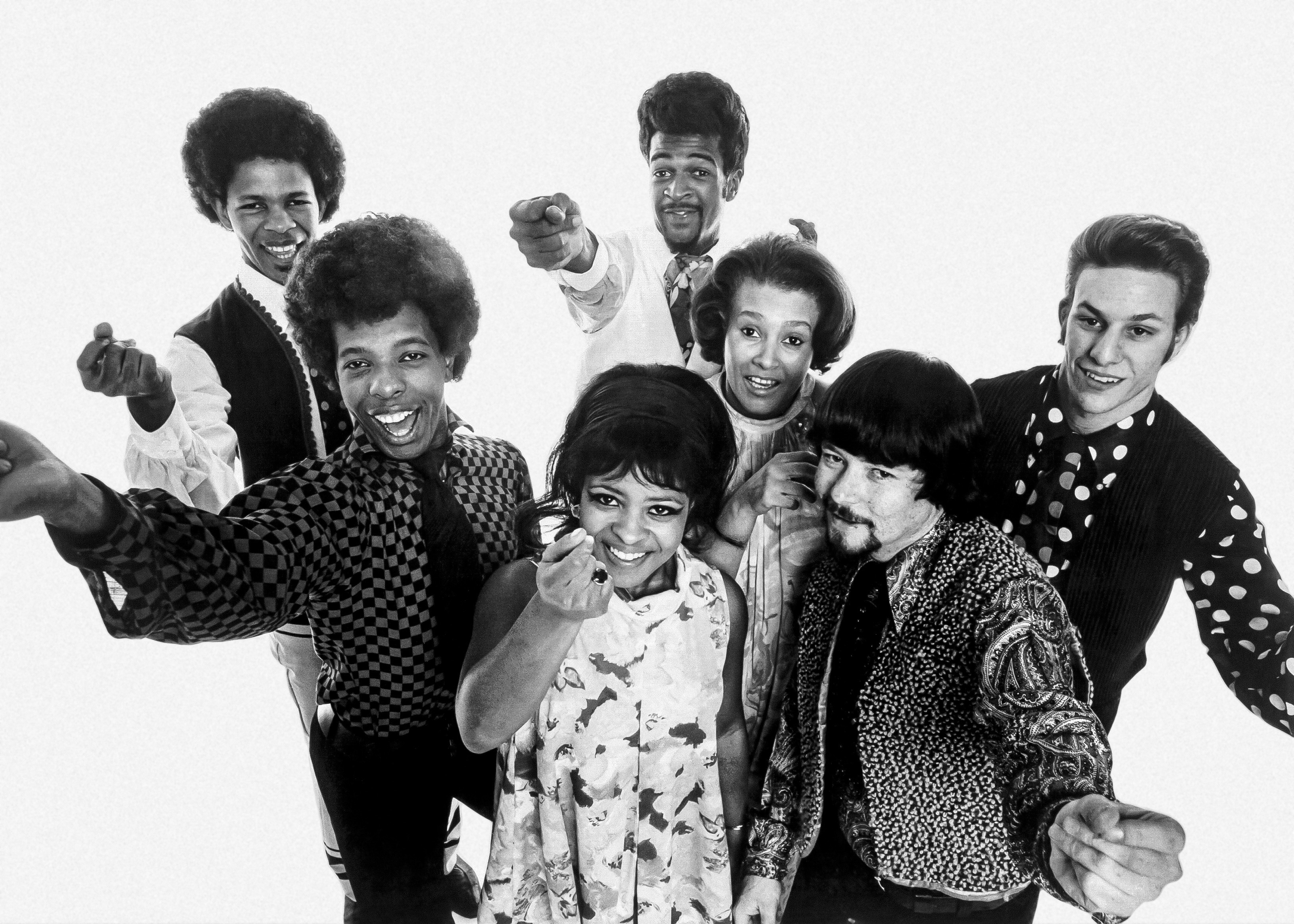
Sly y la piedra familiar en 1968. Sly Stone aparece en la segunda posición desde la izquierda.

Después de un álbum debut medianamente recibido, A Whole New Thing (1967), Sly and the Family Stone tuvieron su primer sencillo exitoso con "Dance to the Music", que luego se incluyó en su segundo álbum del mismo nombre (1968). Aunque su tercer álbum, Life (también de 1968), también sufrió bajas ventas, su cuarto álbum, Stand! (1969), se convirtió en un gran éxito, vendiendo más de tres millones de copias y generando un sencillo número uno, "Everyday People". En el verano de 1969, Sly and the Family Stone eran uno de los nombres más importantes de la música, lanzando dos sencillos más entre los cinco primeros, "Hot Fun in the Summertime" y "Thank You (Falettinme Be Mice Elf Agin)"/"Everybody Is a Star", antes de fin de año y apareciendo en Woodstock. Durante el verano de 1969, Sly and the Family Stone también actuaron en los conciertos Summer of Soul en Harlem y recibieron una respuesta entusiasta de la gran multitud.
Tras el inicio de las giras del grupo, luego del éxito de Dance to the Music, The Family Stone fue aclamado por su vibrante espectáculo en vivo, que captó la atención de aficionados tanto negros como blancos en igual proporción. Cuando Bob Marley tocó por primera vez en los EE. UU. en 1973 con su banda The Wailers, abrió la gira de Sly and The Family Stone.

### Producciones Stone Flower
Junto con David Kapralik, quien trajo a Sly and the Family Stone a Epic Records, co-formó Stone Flower Productions, una compañía que era propiedad conjunta de ambos. Designaron a Steve Topley, ex-Epic Records y Hanna-Barbera Records, como su vicepresidente a cargo de Ventas y Promoción.[cita requerida] El sello que tenía material producido por la compañía, Stone Flower Records, tenía sus discos distribuidos por Atlantic Records.

### Problemas personales
Con la nueva fama y éxito de la banda vinieron numerosos problemas. Las relaciones dentro de la banda se estaban deteriorando; había fricción en particular entre los hermanos Stone y Larry Graham. Epic solicitó una producción más comercializable. El Partido Pantera Negra exigió que Stone hiciera su música más militante y más reflejativa del movimiento de poder negro, que reemplazara a Greg Errico y Jerry Martini con instrumentistas negros, y que reemplazara al manager David Kapralik.
Después de mudarse al área de Los Ángeles en el otoño de 1969, Stone y sus compañeros de banda se convirtieron en grandes consumidores de drogas ilegales, principalmente cocaína y PCP. A medida que los miembros se centraron cada vez más en el consumo de drogas y las fiestas (Stone llevaba un estuche de violín lleno de drogas ilegales dondequiera que iba), la grabación disminuyó significativamente. Entre el verano de 1969 y el otoño de 1971, la banda lanzó solo un sencillo, "Thank You (Falettinme Be Mice Elf Agin)"/"Everybody Is a Star", en diciembre de 1969. Esta canción fue una de las primeras grabaciones en emplear los ritmos pesados y funky que se caracterizarían en la música funk de la década siguiente. Se mostró la innovadora técnica de interpretación de percusión del bajista Larry Graham, el "slapping" del bajo. Graham dijo más tarde que desarrolló esta técnica en una banda anterior para compensar la falta de un baterista en esa banda.
"Thank You (Falettinme Be Mice Elf Agin)" alcanzó el número 1 en el Billboard Hot 100 la semana del 14 de febrero de 1970 y se mantuvo allí durante dos semanas. El sencillo también alcanzó el puesto número 5 en la lista de R&B, vendiendo más de un millón de copias.
Tras mudarse a Los Ángeles con su novia Deborah King, más tarde Deborah Santana (esposa de Carlos Santana desde 1973 hasta que solicitó el divorcio en 2007), el comportamiento de Stone se volvió cada vez más errático. Epic esperaba material nuevo en 1970, pero como no había ninguno disponible, finalmente lanzó Greatest Hits ese noviembre. Un año después, se lanzó el quinto álbum de la banda, There's a Riot Goin' On. Riot presentó un sonido mucho más oscuro, y la mayoría de las pistas se grabaron con sobregrabación en lugar de que Family Stone se reprodujera al mismo tiempo como lo habían hecho anteriormente. Stone interpretó la mayoría de las partes él mismo y realizó más de lo habitual la voz principal. Este fue uno de los primeros álbumes de un sello importante que incluyó una caja de ritmos.
La cohesión de la banda comenzó a erosionarse lentamente, y sus ventas y popularidad también comenzaron a disminuir. Errico se retiró del grupo en 1971 y finalmente fue reemplazado por Andy Newmark. Larry Graham y Stone ya no tenían una relación amistosa y Graham fue despedido a principios de 1972 y reemplazado por Rustee Allen. Los lanzamientos posteriores de la banda, Fresh (1973) y Small Talk (1974), presentaron aún menos a la banda y más a Stone.
Las reservas de conciertos para Sly and the Family Stone habían disminuido de forma constante desde 1970, porque los promotores temían que Stone o uno de los miembros de la banda pudiera perderse el concierto, negarse a tocar o desmayarse por consumo de drogas. Estos problemas fueron una ocurrencia habitual para la banda durante la década de 1970 y tuvieron un efecto adverso en su capacidad de exigir dinero por reservas en vivo. En 1970, 26 de 80 conciertos fueron cancelados y muchos otros comenzaron con retraso. En muchos de estos conciertos, los asistentes se amotinaban si la banda no aparecía o si Stone se marchaba antes de terminar su actuación. Ken Roberts se convirtió en el promotor del grupo, y más tarde en su manager general, cuando ningún otro representante quería trabajar con la banda debido a su irregular historial de asistencia a los conciertos. En enero de 1975, la banda se reservó en el Radio City Music Hall de Nueva York. La famosa sala de música estaba ocupada sólo en una octava parte, y Stone y compañía tuvieron que reunir dinero para regresar a casa. Tras el compromiso con Radio City, la banda se disolvió.
Rose Stone fue sacada de la banda por Bubba Banks, quien para entonces era su esposo. Comenzó una carrera en solitario, grabando un álbum al estilo Motown bajo el nombre de Rose Banks en 1976. Freddie Stone se unió al grupo de Larry Graham, Graham Central Station, por un tiempo; después de colaborar con su hermano una última vez en 1979 para Back on the Right Track. Luego se retiró de la industria musical y finalmente se convirtió en el pastor del Evangelist Temple Fellowship Center en Vallejo, California. El trío de coristas Little Sister también se disolvió; Mary McCreary se casó con Leon Russell y lanzó grabaciones en el sello Shelter Records de Russell. Andy Newmark se convirtió en un exitoso baterista de sesión, tocando con John Lennon, Roxy Music, BB King, Steve Winwood y otros.

### Años posteriores
Stone continuó grabando cuatro álbumes más como solista (sólo High on You (1975) fue lanzado bajo su nombre; los otros tres fueron lanzados bajo el nombre de "Sly & The Family Stone"). En 1976, Stone reunió a una nueva Familia Stone y lanzó Heard Ya Missed Me, Well I'm Back. En 1979 le siguió Back on the Right Track, y en 1982 se lanzó Ain't But the One Way, que comenzó como un álbum colaborativo con George Clinton, pero fue descartado y luego completado por el productor Stewart Levine para su lanzamiento. Ninguno de estos álbumes posteriores logró mucho éxito.
Stone también colaboró con Funkadelic en The Electric Spanking of War Babies (1981), pero no pudo revitalizar su carrera. A principios de la década de 1980, Sly Stone también formó parte de un proyecto familiar de George Clinton/Funkadelic con Muruga Booker llamado "The Soda Jerks", quien grabó un álbum con material, del cual solo se ha publicado una canción. Sin embargo, Muruga todavía tiene planes de publicar el material del proyecto.
En junio de 1983, Stone fue arrestado y acusado de posesión de cocaína en Fort Myers, Florida. Cumplió tres años de libertad condicional y luego fue encarcelado nuevamente por violar la libertad condicional.
Stone logró hacer una corta gira con Bobby Womack en el verano de 1984 y continuó haciendo apariciones esporádicas en compilaciones y discos de otros artistas. En 1986, Stone apareció en una canción del álbum Shockadelica de Jesse Johnson llamada "Crazay". El vídeo musical presenta a Stone en teclados y voces, y recibió cierta difusión en la cadena de música BET.
En 1986, Stone lanzó un sencillo, "Eek-ah-Bo Static Automatic", de la banda sonora de Soul Man, y la canción "I'm the Burglar" de la banda sonora de Burglar. También coescribió y coprodujo "Just Like A Teeter-Totter", que apareció en un álbum de Bar-Kays de 1989. De 1988 a 1989, Sly Stone escribió y produjo una colección de grabaciones inéditas en el estudio de su casa en Nueva Jersey. "Coming Back for More" y "Just Like A Teeter-Totter" son parte de esa colección de unas 20 canciones.
En 1990, ofreció una enérgica interpretación vocal en la canción "Good Time" de Earth, Wind & Fire. En 1991, apareció en una versión de "Thank You (Falettinme Be Mice Elf Agin)" interpretada por la banda japonesa 13 Cats [ja] y compartió la voz principal con Bobby Womack en "When the Weekend Comes" del álbum de Womack de 1993 I Still Love You.
En 1992, Sly and the Family Stone apareció en el álbum recopilatorio de baile de Red Hot Organization, Red Hot + Dance, contribuyendo con una canción original, "Thank You (Falettinme Be Mice Elf Agin) (Todds CD Mix)". El álbum intentó crear conciencia y recaudar fondos para apoyar la epidemia del SIDA, y todas las ganancias se donaron a organizaciones benéficas contra el SIDA.
En 1995, el ex propietario Chase Mellon III acusó a Stone de destrozar la mansión de Beverly Hills que Mellon le había alquilado en 1993. Mellon dice que encontró baños manchados de pintura dorada, pisos de mármol ennegrecidos, ventanas rotas y un Stone demacrado saliendo de una casa de huéspedes para decir: «Me estás espiando». Sly Jr., que entonces estudiaba para ser ingeniero de sonido, declaró a People: «Nadie destruyó la casa a propósito. Yo había organizado fiestas. Mi padre tuvo algunas reuniones. No nos dimos cuenta de los daños». Sin embargo, los daños no fueron solo superficiales. "Sly nunca dejó las drogas", dice su exesposa Silva. "Perdió su carácter y destruyó su futuro."
Su última aparición pública importante hasta 2006 fue durante la ceremonia de inducción al Salón de la Fama del Rock and Roll de 1993, donde Stone apareció en el escenario para ser ingresado al Salón de la Fama junto con la familia Stone. En 2003, los otros seis miembros de la Familia Stone original entraron al estudio para grabar un nuevo álbum. Se invitó a Stone a participar, pero declinó.[cita requerida]
Unas cuantas grabaciones de estudio casero (muy probablemente de finales de los años 1980) con la voz de Stone y teclados sobre una caja de ritmos han llegado a un bootleg. Un demo escrito por Stone llamado "Coming Back for More" parece ser autobiográfico e incluye el verso: "Estaba tan alto, toqué el cielo y el cielo dijo 'Sly, ¿por qué intentas pasar?'" Su hijo, Sylvester Stewart Jr., le dijo a la revista People en 1997 que su padre había compuesto material para un álbum, incluido un tributo a Miles Davis llamado "Miles and Miles".[cita requerida]
El 15 de agosto de 2005, Stone llevó a su hermana menor, Vet Stone, en su motocicleta a Knitting Factory de Los Ángeles, donde Vet estaba actuando con su banda tributo a Sly and the Family Stone, Phunk Phamily Affair. Stone mantuvo el casco puesto durante toda la actuación y un asistente al concierto lo describió como alguien que se parecía un poco a Bootsy Collins. Un equipo de filmación que estaba realizando un documental sobre Sly y la Piedra Familiar, posteriormente publicado como On the Sly: In Search of the Family Stone, estuvo en el espectáculo y capturó este raro avistamiento en película. Stone, según su sitio web, estaba produciendo y escribiendo material para el nuevo álbum del grupo. Además, Stone rebautizó el grupo como "Family Stone".[cita requerida]
En 2009, el documental Coming Back for More detalló su terrible situación financiera. El 18 de agosto de 2009, The Guardian informó que el próximo documental, Coming Back for More, del director holandés Willem Alkema, afirma que Stone no tenía hogar y vivía de la asistencia social, alojándose en hoteles baratos y en una autocaravana. La película alega que el ex manager de Stone, Jerry Goldstein, le cortó el acceso a los pagos de regalías luego de una disputa sobre un "acuerdo de deuda", obligando a Stone a depender de pagos de asistencia social. El 25 de septiembre de 2011, Alkema escribió en el New York Post que Sly Stone no tenía hogar y vivía en una autocaravana blanca en Los Ángeles: «La autocaravana está estacionada en una calle residencial de Crenshaw, el peligroso barrio angelino donde se ambienta Boyz n the Hood. Una pareja de jubilados se asegura de que coma una vez al día, y Stone se ducha en su casa».
Stone había presentado una demanda contra Goldstein por 50 millones de dólares en enero de 2010, acusando a Goldstein de haberle estafado con años de pagos de regalías por las canciones que había escrito. Declaró que no le habían pagado regalías entre 1989 y 2009. El litigio afirmó además que Goldstein había utilizado prácticas fraudulentas para convencerlo de que renunciara a los derechos de sus canciones, e hizo la misma afirmación sobre la marca registrada Sly and the Family Stone. Goldstein presentó una contrademanda por difamación luego de un discurso de Stone en el Festival de Coachella. En enero de 2015, un jurado de Los Ángeles falló a favor de Stone y le otorgó 5 millones de dólares. Sin embargo, en diciembre de 2015, el premio fue revocado cuando un tribunal de apelaciones dictaminó que el juez de primera instancia no le había dicho al jurado que tuviera en cuenta el hecho de que Stone había asignado sus regalías a una compañía de producción a cambio de una participación del 50%. En mayo de 2016, los abogados de Stone apelaron esa decisión.

### Homenajes de mediados de la década de 2000

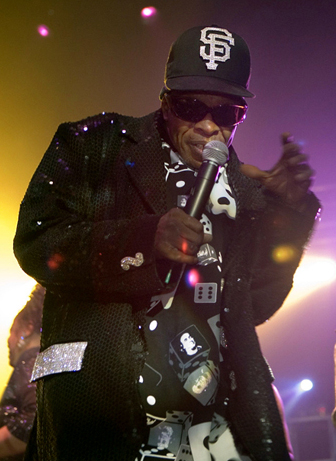
Stone en 2007

El 8 de febrero de 2006 se realizó un homenaje a Sly and the Family Stone en los Premios Grammy de 2006, en el que Stone dio su primera actuación musical en vivo desde 1987. Sly y la formación original de Family Stone (menos Larry Graham) actuaron brevemente durante un tributo a la banda, en el que participaron como cabezas de cartel Steven Tyler, John Legend, Van Hunt, Nile Rodgers y Robert Randolph. Luciendo un enorme mohawk rubio, gafas de sol gruesas, una hebilla de cinturón "Sly" y un traje de lamé plateado, se unió a la canción "I Want To Take You Higher". Encorvado sobre los teclados, llevaba un yeso en su mano derecha (resultado de un reciente accidente de motocicleta) y su espalda encorvada le hacía mirar hacia abajo durante la mayor parte de la actuación. Su voz, aunque fuerte, apenas era audible en medio de la producción. Stone caminó hacia el frente del escenario hacia el final de la actuación, cantó un verso y luego, con un saludo al público, se retiró del escenario antes de que terminara la canción. "Subió por la rampa [afuera del teatro], se subió a una motocicleta y se fue", dijo Ken Ehrlich, productor ejecutivo de la gala de los Premios Grammy, al Chicago Sun-Times. Ehrlich también dijo que Stone se había negado a abandonar su habitación de hotel hasta que le dieron una escolta policial hasta el espectáculo y luego esperó en su auto hasta que comenzó la función.[cita requerida]
Un álbum tributo a Sly and the Family Stone, Different Strokes by Different Folks, fue lanzado el 12 de julio de 2005 por el sello Hear Music de Starbucks, y el 7 de febrero de 2006 por Epic Records. El proyecto incluye versiones de las canciones de la banda y canciones que samplean las grabaciones originales. Entre los artistas del disco se encuentran The Roots ("Star", que samplea "Everybody is a Star"), Maroon 5 y Ciara ("Everyday People"), John Legend, Joss Stone y Van Hunt (" Family Affair "), will.i.am de The Black Eyed Peas ("Dance to the Music"), y Steven Tyler, Joe Perry y Robert Randolph ("I Want to Take You Higher"). La versión de Epic Records del álbum tributo, que incluía dos covers adicionales ("Don't Call Me Nigger, Whitey" y "Thank You (Falletinme Be Mice Elf Agin)") fue lanzada en enero de 2006.

### Reemergencia
El 7 de julio de 2007, Stone realizó una breve aparición junto a la Familia Stone en el San José Summerfest. Interpretó "Sing a Simple Song" y "If You Want Me to Stay", y dejó el escenario antes de concluir "Higher". Stone redujo su actuación, en parte, porque la banda inició su set con más de 90 minutos de retraso y tuvo que finalizar antes de una hora determinada. Aunque muchos responsabilizaron a Stone por este incidente, otros consideraron que la culpa recaía en el promotor.
El 7 de julio de 2007, Stone realizó una breve aparición junto a la Familia Stone en el San José Summerfest. Interpretó "Sing a Simple Song" y "If You Want Me to Stay", y dejó el escenario antes de concluir "Higher". Stone redujo su actuación, en parte, porque la banda inició su set con más de 90 minutos de retraso y tuvo que finalizar antes de una hora determinada. Aunque muchos responsabilizaron a Stone por este incidente, otros consideraron que la culpa recaía en el promotor.
Una escena similar tuvo lugar en el Festival de Jazz de Montreux el 13 de julio de 2007, cuando más de la mitad de los asistentes al recinto, que ya estaba lleno, se marcharon disgustados ante su salida del escenario. Un día después, en el Festival Blue Note Records de Gante, Bélgica, abandonó el escenario tras decirle al público que al despertarse esa mañana se dio cuenta de que era viejo y que necesitaba tomarse un descanso. Repitió este comportamiento al día siguiente mientras actuaba en el Festival de Jazz del Mar del Norte.[cita requerida]

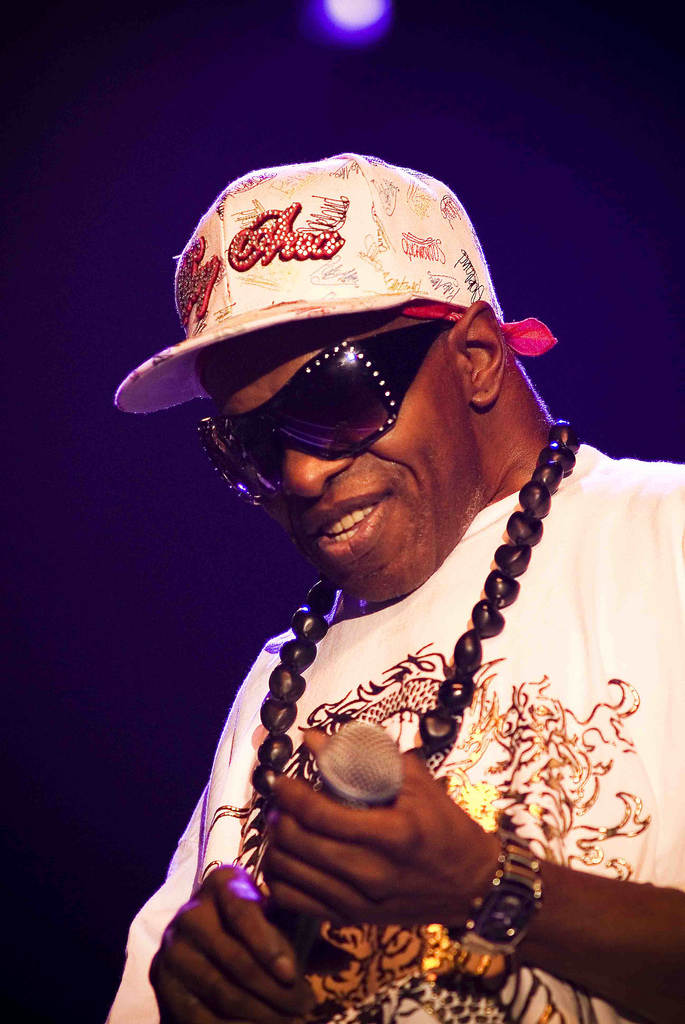
Stone en 2007

Sin embargo, a medida que avanzaba la gira, Stone parecía estar más seguro y animado, a menudo bailando y conectando con el público. Interpretó "Stand", "I Want To Take You Higher", "Sing A Simple Song", "If You Want Me To Stay" y "Thank You (Falettinme Be Mice Elf Agin)", que en un momento se transformó en "Thank you For Talkin' To Me Africa", una canción que rara vez se interpreta en público. Pero el espectáculo se vio empañado por problemas de sonido y las voces apenas fueron audibles durante gran parte del espectáculo.[cita requerida]
El 17 de octubre de 2008, Sly tocó con Family Stone en el Wells Fargo Center for the Arts en Santa Rosa, California. Tocó un set de 22 minutos y se aventuró a salir del escenario, diciéndole al público: "Tengo que ir a mear. Vuelvo enseguida". Nunca regresó. El Día de los Caídos, el 25 de mayo de 2009, Stone reapareció una vez más, concediendo una entrevista de una hora a KCRW-FM, una afiliada de NPR en Los Ángeles, para hablar de su vida y su carrera.
El Día del Trabajo, el 7 de septiembre de 2009, Stone participó en el 20º Festival Africano anual de las Artes que se celebró en Chicago, Illinois. Contribuyó con un set de 15 minutos durante el show de George Clinton en el que interpretó sus éxitos populares junto con la banda de Clinton. Se marchó inmediatamente después de su breve actuación.[cita requerida]
El 6 de diciembre de 2009, Stone firmó un nuevo contrato de grabación con Cleopatra Records, con sede en Los Ángeles, y el 16 de agosto de 2011, ¡I'm Back! Se lanzó Family & Friends, su primer álbum desde Ain't But the One Way de 1982. El álbum incluye versiones regrabadas de los éxitos de Sly and the Family Stone con apariciones especiales de Jeff Beck, Ray Manzarek, Bootsy Collins, Ann Wilson, Carmine Appice y Johnny Winter, así como tres canciones inéditas.
Stone apareció en años posteriores con George Clinton y actuó con la banda de su hija Novena, Baby Stone.
En enero de 2015, Sly Stone, junto con cuatro de sus compañeros de banda, apareció en una convención dedicada a honrar a la banda y su legado. Llamada LOVE CITY CONVENTION, se llevó a cabo en Oakland en el Den Lounge dentro del Teatro Fox Oakland. En octubre de 2023, se publicó la autobiografía de Stone, Thank You (Falettinme Be Mice Elf Agin). En diciembre de 2023, Cleopatra Records lanzó un sencillo titulado "Santa Claus Is Coming to Town (2023 Mix)".

### Muerte
El 9 de junio de 2025, Stone murió en su casa de Granada Hills, Los Ángeles, a la edad de 82 años. Su familia dijo en una declaración proporcionada a Rolling Stone que Stone había muerto de enfermedad pulmonar obstructiva crónica y "otros problemas de salud subyacentes".

## Cine y televisión
Greg Zola hizo un documental sobre Sly Stone, Small Talk About Sly. Se inició en 2006 o antes. Se completó antes de 2017. Se ha descrito en el libro de Ellen Exner, Bach Perspectives, Volumen 13 Bach Reworked como una serie de entrevistas sobre la formación musical y las contribuciones de Sly Stone. Se puede ver en secciones.
El libro de Michael Rubenstone, On the Sly: In Search of the Family Stone, se estrenó en 2017. En la película, Rubenstone viaja por Estados Unidos en un intento de localizar a aquellos que estuvieron involucrados con Sly Stone. La película se proyectó en el Festival de Cine Slamdance.
El documental Sly Lives! (también conocido como La carga del genio negro) de Ahmir "Questlove" Thompson se lanzó en 2025. Explora los desafíos que enfrentan los artistas negros y celebra cómo Stone pudo establecer una vida saludable después de las presiones del mundo del espectáculo y la fama. En el documental se utilizaron algunas entrevistas de Small Talk About Sly y On the Sly: In Search of the Family Stone, de Michael Rubenstone.

## Legado
Junto con James Brown y Parliament-Funkadelic, Sly and the Family Stone fueron pioneros del funk de finales de los 60 y principios de los 70. Su fusión de ritmos R&B, melodías contagiosas y psicodelia creó un nuevo híbrido pop/soul/rock, cuyo impacto ha demostrado ser duradero y generalizado. El productor de Motown Norman Whitfield, por ejemplo, diseñó las incursiones del sello en material más duro y socialmente relevante (como "Runaway Child" y "Ball of Confusion" de The Temptations) basándose en su sonido. El precedente pionero de la mezcla racial, sexual y estilística de Stone, tuvo una gran influencia en la década de 1980 en artistas como Prince y Rick James. Legiones de artistas desde los años 90 en adelante –incluidos Public Enemy, Fatboy Slim, Beck, Beastie Boys y el popular "Mama Said Knock You Out" de LL Cool J junto con muchos otros– extrajeron del catálogo seminal de Stone muestras cargadas de ganchos.

## Vida personal
Stone y el productor Terry Melcher pasaron tiempo juntos en la casa de Melcher a fines de la década de 1960, y en más de una ocasión Stone vio a Charles Manson allí. De acuerdo con Stone, en una entrevista realizada en 2009 con Randall Roberts de LA Weekly, una vez se encontraba en la casa de Melcher tocando música y tuvo un pequeño desacuerdo con Manson en ese lugar, aunque Stone no sabía quién era Manson en ese instante. Stone conoció a la madre de Melcher, Doris Day, a través de Melcher cuando Stone estaba interesado en un automóvil viejo que pensó que alguno de ellos poseía. Cuando conoció a Day, le dijo cuánto le gustaba su canción "Whatever Will Be, Will Be", y se sentaron al piano y la cantaron. Posteriormente, se difundió el rumor de que Stone y Day mantenían una relación romántica.
Stone se casó con la modelo y actriz Kathy Silva el 5 de junio de 1974, durante una actuación con entradas agotadas en el Madison Square Garden. Sus trajes fueron diseñados por Halston. Se diseñaron planes complejos para un espectáculo de luces láser, con un verdadero "ángel" surcando el aire sobre cables y esparciendo purpurina dorada sobre la multitud, así como la liberación de miles de palomas. La ASPCA advirtió sobre la posibilidad de presentar una demanda, lo que impidió que las palomas volaran, y el Jardín no permitiría que el "ángel" humano volara a menos que Stone y su equipo pagaran una fianza de seguridad de 125.000 dólares. Se negaron a abonar la tarifa y también decidieron no pagar a los 200 guardias de seguridad adicionales que el lugar requería para permitir que la fiesta nupcial pudiera llevar a cabo una procesión entre el público.
Se separaron en 1976 después de que su hijo fuera atacado por el perro de Stone. Silva contó más tarde a la revista People. "No quería ese mundo de drogas y rarezas". Aun así, recuerda: "Él me escribía una canción o me prometía cambiar, y yo lo volvía a intentar. Siempre peleábamos y luego volvíamos".

### Niños
El hijo de Stone, Sylvester Jr., nació a finales de 1973. Su madre es Kathy Silva. Su hija mayor, Sylvyette, que actualmente utiliza su segundo nombre, Phunne, nació aproximadamente en 1976. Su madre era Cynthia Robinson, integrante de la banda de Stone. La segunda hija de Stone, Novena Carmel, nacida en 1982, es cantante e intérprete, y también agente de reservas en el club Little Temple de Los Ángeles, ahora conocido como The Virgil.[cita requerida] y actualmente es copresentador de la popular estación de radio pública KCRW en Morning Becomes Eclectic.

### Familia
El primo de Stone, Moses Tyson, Jr., es músico gospel y organista.

## Discografía
- En lo alto de ti (1975)
- ¡Ya estoy de vuelta! Familia y amigos (2011)

## Obras
- Stone, Sly; Greenman, Ben (2023). Thank You (Falettinme Be Mice Elf Agin): A Memoir. New York: AUWA Books. ISBN 978-0-374-60698-5. OCLC 1404449224.